# Lizzie Florelius
Lizzie Florelius, född 19 september 1886 i Kristiania (nuvarande Oslo), död 30 december 1975, var en norsk skådespelare.
Florelius filmdebuterade 1923 i Strandhugg paa Kavringen där hon spelade rollen som huvudpersonen Silas hustru. Hon medverkade 1927 i ytterligare en stumfilm, Sju dagar för Elisabeth. Hon medverkade därefter i tre talfilmer: Ungt blod (1937), De värnlösa (1939) och Ut av mørket (1958). Hon var också aktiv vid Radioteatern och medverkade 1926 i den allra första norska radioteaterföreställningen Peer Gynt.
Florelius ligger begravd på Vår Frelsers gravlund i Oslo.

## Filmografi
- 1923 – Strandhugg paa Kavringen
- 1927 – Sju dagar för Elisabeth
- 1937 – Ungt blod
- 1939 – De värnlösa
- 1958 – Ut av mørket